# مقاطعة نوكس (ميزوري)
مقاطعة نوكس (بالإنجليزية: Knox County)‏ هي إحدى المقاطعات في ولاية ميزوري في الولايات المتحدة الأمريكية.